# Bisdom Saint-Étienne
Het bisdom Saint-Étienne (Latijn: Dioecesis Sancti Stephani; Frans: Diocèse de Saint-Étienne) is een in Frankrijk gelegen rooms-katholiek bisdom met zetel in de stad Saint-Étienne. Het bisdom behoort tot de kerkprovincie Lyon, en is suffragaan aan het aartsbisdom Lyon. Sylvain Bataille is bisschop sinds mei 2016. De neogotische 20e-eeuwse kerk Saint-Charles-Borromée de Saint-Étienne werd kathedraal bij de creatie van het bisdom op 26 december 1970.

## Geschiedenis
Het bisdom Saint-Étienne werd gecreëerd in 1970 door paus Paulus VI middels de apostolische constitutie Lugdunensis et Aliarum (Sancti Stephani) als afsplitsing van het aartsbisdom Lyon waaraan het suffragaan is. Het omvat de arrondissementen Saint-Étienne en Montbrison van het departement Loire.

### Bisschoppen
- Paul-Marie Rousset (1971-1987)
- Pierre Joatton (1988-2006)
- Dominique Lebrun (2006-2015)
- Sylvain Bataille (2016 - )